# Raffaele Pagnozzi
Raffaele Pagnozzi (Avellino, 5 luglio 1948) è un dirigente sportivo italiano.

## Biografia
Conseguì la laurea in scienze politiche ed iniziò a praticare lo sport della vela ottenendo il risultato di vicecampione del mondo nella classe J24. Iniziò la carriera giornalistica per poi entrare al CONI, del quale divenne segretario generale nel 1993. Dal 1994, per otto anni, occupò il ruolo di capo missione delle squadre nazionali di atleti che parteciparono ai Giochi olimpici, sia estivi sia invernali. Dieci anni dopo sembrava dovesse essere eletto presidente della stessa organizzazione, quando venne sconfitto a sorpresa da Giovanni Malagò.
Dal 2006 è segretario generale dei Comitati Olimpici Europei, ruolo in cui è stato riconfermato nel 2013 e nel 2021. Ha fatto parte del comitato esecutivo del Comitato Internazionale dei Giochi del Mediterraneo nel quadriennio 2009-2013.

## Onorificenze
Ordine al Merito del Comitato Internazionale dei Giochi del Mediterraneo: 2017